# Pisică europeană
Pisica Europeană, numită și Europeană cu păr scurt sau „pisica comună”, este una dintre cele mai vechi, cele mai răspândite și cele mai pure rase de pisici. A apărut și s-a dezvoltat prin mijloace naturale. Se spune că este descendenta primelor pisici domesticite în Egiptul Antic și aduse în Europa de romani.
Este o pisică de talie medie, bine proporționată, solidă și robustă. Are capul mai mult lung decât lat, urechile de lungime medie, rotunjite la vârfuri și acoperite cu fire de păr, obrajii înalți, bine dezvoltați, iar craniul și fruntea ușor rotunjite.
Ochii sunt rotunzi, mari, bine distanțați unul de celălalt și ușor înclinați, impresionând prin claritate și strălucire. Culoarea ochilor poate fi verde, aurie, portocalie sau albastră.
Coada este groasă la bază și bufantă la vârf, membrele sunt de lungime medie, puternice, cu pernițe rotunde și ferme.
Blana este scurtă și deasă, strălucitoare, de culori și combinații diferite, predominante.
Pisica de tip european cu păr scurt este o pisică activă, cu o sănătate bună, fără probleme de reproducere, păstrând instinctul de vânător de rozătoare.